# (33825) Reganwill
2000 DQ81 (asteroide 33825) é um asteroide da cintura principal. Possui uma excentricidade de 0.17992240 e uma inclinação de 5.93444º.
Este asteroide foi descoberto no dia 28 de fevereiro de 2000 por LINEAR em Socorro.